# Watkin Tench

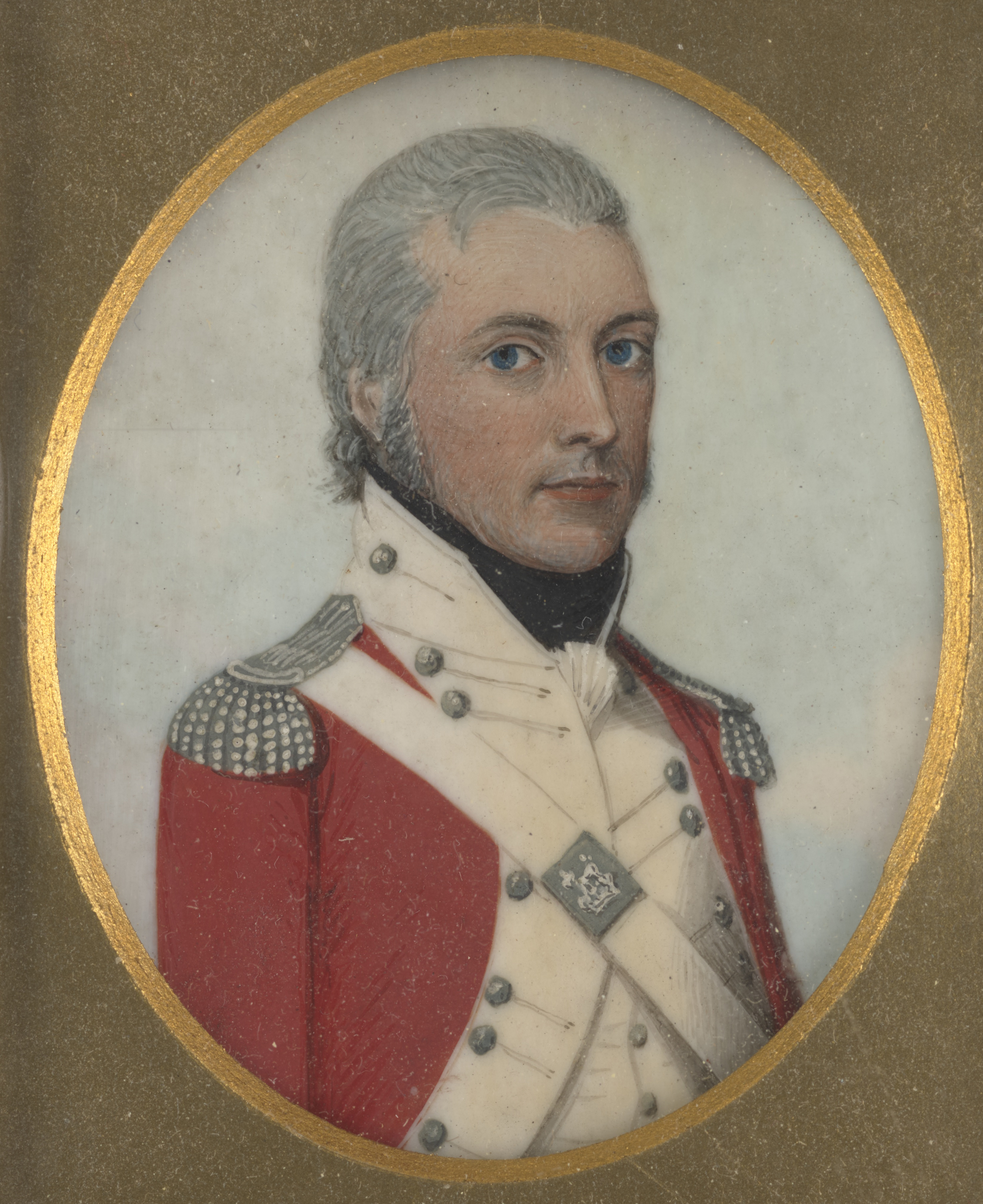
Watkin Tench

Watkin Tench (* 6. Oktober 1758 in Chester im County Cheshire im Großbritannien; † 7. Mai 1833 im früheren Devonport, Grafschaft Devon, ebenda) war ein britischer Offizier und Schriftsteller. Er war der erste Autor, der ein Buch über die Sträflingskolonie Australien veröffentlichte.

## Frühe Jahre
Watkin Tench war der Sohn von Fisher Tench, ein Tanzlehrer, und Margaret (Margaritta), geborene Tarleton. Watkin Tench schlug in jungen Jahren eine militärische Ausbildung ein, die er am 25. Januar 1776 als Second Lieutenant abschloss.

## Amerikanischer Unabhängigkeitskrieg
Im Amerikanischen Unabhängigkeitskrieg diente er als Second Lieutenant der Marineinfanterie an den Küsten Nordamerikas auf der HMS Nonsuch und anschließend als Lieutenant auf der HMS Mermaid. Als die Mermaid an der Küste auf Grund lief, war er drei Monate als Kriegsgefangener in Maryland. Vom Oktober 1778 bis zum März 1779 diente er auf der Unicorn. Im September 1782 erfolgte seine Beförderung zum Captain-Lieutenant. Ab dem Mai 1786 wurde er außer Dienst gestellt und erhielt einen Halbsold.

## Sträflingskolonie Australien
Am 17. Mai 1787 war Watkin Tench, der sich für drei Jahre verpflichtet hatte, an Bord der Charlotte. Es war ein Schiff der First Fleet, die mit 756 Strafgefangenen ablegte. Tench reiste mit weiteren 212 Soldaten der Royal Marines in die neu aufzubauende Sträflingskolonie Australien. Die vier Kompanien der Marineinfanterie wurden von Major Robert Ross befehligt, dem ranghöchsten Offizier.
Die Charlotte erreichte am 20. Januar 1788 Botany Bay. Major Ross war ein Mensch mit einem schwierigen Charakter. Dies erfuhr Tench bereits im März 1788, als er mit vier weiteren Offizieren unter Arrest gestellt wurde. Ross hatte als Vorsitzender Richter eine Entscheidung getroffen, mit der seine fünf Beisitzer nicht einverstanden waren. Der Arrest wurde allerdings schnell wieder aufgehoben.
Tench freundete sich mit Lieutenant William Dawes an. Beide hatten ähnliche Auffassungen, die den Umgang mit den Aborigines und den Sträflingen betrafen.
Tench war als Entdeckungsreisender westlich und südwestlich der kolonialen Siedlungen unterwegs. Er entdeckte den Nepean River und kam bis in die Nähe des späteren Hawkesbury. Auf diesen Reisen vermerkte er Wasserverläufe und beurteilte die Bodengüte. Er schrieb nicht nur Aspekte seiner Reisen nieder, sondern studierte auch die Gewohnheiten der Aborigines und machte Notizen über den Aufbau der Landwirtschaft.
Im Dezember 1791 trat Tench seine Rückreise nach Großbritannien mit weiteren Royal Marines an Bord der HMS Gorgon an. Auf diesem Schiff reisten auch Major Ross und Leutnant William Dawes zurück.
Über seine Beobachtungen und  Erfahrungen mit Sträflingen und Aborigines brachte er zwei Publikationen heraus. Sein erstes Werk A Narrative of the Expedition to Botany Bay erschien nicht nur in englischer, sondern auch in deutscher, niederländischer und französischer Sprache. Sein zweites Werk mit dem Titel A Complete Account of the Settlement at Port Jackson wurde auch in deutscher und schwedischer Sprache publiziert.

## England
Nach seiner Rückkehr heiratete Watkin Tench Anna Maria Sargant, die Tochter eines Chirurgen. Sie hatten keine gemeinsamen Kinder, adoptierten allerdings vier Kinder der Schwester von Tench.
In seiner militärischen Laufbahn stieg er nach seiner Rückkehr zum Major ehrenhalber auf. Nach der Revolution in Frankreich diente er im Ersten Koalitionskrieg unter Admiral Rodney Bligh auf der Alexander. Die Alexander geriet im November 1794 in ein Gefecht mit drei französischen Kriegsschiffen, dabei geriet er in Gefangenschaft. In der Zeit als Gefangener beobachtete er die Auswirkungen der Französischen Revolution. Darüber verfasste er Briefe, die er nach sechs Monaten Gefangenschaft in Quimper in Großbritannien im Jahr 1796 unter dem Titel Letters Written in France, to a Friend in London publizierte.
Die restliche Kriegszeit diente er in der Channel Fleet auf der Polyphemus und Princess Royal. Seine Ernennung zum Lieutenant-Colonel erfolgte im Jahr 1798. Ab März 1802 verwaltete er Militärdepots, bis er als General-Major am 1. Januar 1816 mit Halbsold entlassen wurde. Drei Jahre später erfolgte seine erneute Aktivierung als Kommandant der Plymouth Division. Seinen Militärdienst beendete er am 18. Juli 1821 im Rang eines Lieutenant-General.

## Werk
- A narrative of the expeditions to Botany Bay, with an account of New South Wales, its productions, inhabitants, etc., to which is subjoined a list of the civil and military establishments at Port Jackson. London, 1789. G. Nicol and J. Sewell. London 1793 (deutsche Ausgabe: Geschichte von Port Jackson in Neuholland, von 1788 bis 1792).
- A Complete Account of the Settlement at Port Jackson, in New South Wales. Including an Accurate Description of the Situation of the Colony, of the Natives, and of its Natural Productions. London 1793.
- Letters Written in France, to a Friend in London. Between the Month of November 1794 and the Month of May 1795, London 1796.

### Wertungen
Seine Schriften gelten als bemerkenswert genau beobachtend und sind von tiefer Menschlichkeit geprägt.
In den Schriften über seinen Aufenthalt in Australien beschrieb er detailliert die natürliche Umwelt um Port Jackson, die Auswirkungen und Schwierigkeiten beim Aufbau der dortigen Landwirtschaft und die ersten Begegnungen von Europäern und Aborigines.

## Ehrungen
Die Insel Tench, die 1790 von Henry Lidgbird Ball auf einer Reise mit der HMS Supply von Sydney nach Batavia entdeckt wurde, erhielt seinen Namen.